# Pierluigi Martini
Pierluigi Martini (n. 23 aprilie 1961, Lugo, Emilia-Romagna, Italia) este un fost pilot de curse, care a evoluat 10 sezoane în Campionatul Mondial de Formula 1.

## Cariera în Formula 1
| Sezon | Echipă                   | Număr puncte | Loc clasament general |
| ----- | ------------------------ | ------------ | --------------------- |
| 1984  | Toleman Group Motorsport | 0            | -                     |
| 1985  | Minardi Team SpA         | 0            | -                     |
| 1988  | Lois Minardi Team SpA    | 1            | 17                    |
| 1989  | Minardi Team SpA         | 5            | 15                    |
| 1990  | SCM Minardi Team         | 0            | -                     |
| 1991  | Minardi Team             | 6            | 11                    |
| 1992  | Scuderia Italia          | 2            | 16                    |
| 1993  | Minardi Team             | 0            | -                     |
| 1994  | Minardi Scuderia Italia  | 4            | 21                    |
| 1995  | Minardi Scuderia Italia  | 0            | -                     |

1. 1 2  Pierluigi Martini